# Mondúver
Mondúver är ett berg i Spanien.   Det ligger i provinsen Província de València och regionen Valencia, i den östra delen av landet, 300 km sydost om huvudstaden Madrid. Toppen på Mondúver är 841 meter över havet.
Terrängen runt Mondúver är huvudsakligen kuperad.Runt Mondúver är det ganska tätbefolkat, med 129 invånare per kvadratkilometer. Närmaste större samhälle är Gandia, 8,5 km sydost om Mondúver. 